# 谷沢健一
谷沢 健一（やざわ けんいち、1947年9月22日 - ）は、千葉県東葛飾郡柏町（現：柏市）出身の元プロ野球選手。現在は野球解説者、YouTuber。左投左打、ポジションは一塁手、外野手。
1987年に「柏市民特別功労賞」の最初の受賞者となった。現在は神奈川県在住。
現役時代は中日ドラゴンズで17年間主軸打者として活躍し、引退後はフジテレビ・ニッポン放送の野球解説者、サンケイスポーツ・毎日新聞野球評論家を歴任。1994年からは西武ライオンズの打撃コーチを歴任。現在はフジテレビ・東海テレビ・J SPORTS野球解説者、YouTuberとして活動している。

## 経歴

### プロ入りまで
自宅はスポーツ用品店を営んでいたため、幼少期からスキー、テニス、陸上などさまざまなスポーツをたしなんでいた。千葉県の習志野市立習志野高等学校では2年生から外野手のレギュラーとなり、控え投手もこなす。2年生のときには、津田沼から谷津遊園の区間で東京オリンピックの聖火ランナーを務めたことがある。
1964年10月には、東京五輪デモンストレーションゲームとして開催された日米大学野球選抜試合を神宮球場で観戦した。
1965年、夏の甲子園予選東関東大会の県予選準決勝に進出するが、銚子商の木樽正明投手に完封され大敗。甲子園出場はならなかった。銚子商は甲子園で準優勝。高校同期に捕手の須藤和彦、阪急ブレーブスに入団した遊撃手の斎藤喜がいる。谷沢もこの年のドラフト会議で阪急から4位指名されたが、球団からの接触は一切なかったという。
1966年、一般入試で早稲田大学第二文学部社会専修に入学。東京六大学野球リーグでは在学中2回の優勝を経験。
1967年春季リーグでは打率.396で首位打者を獲得、リーグを代表する左の強打者として活躍した。
1968年秋季リーグでは田淵幸一、山本浩二（当時：浩司）、富田勝ら「法政三羽ガラス」が最上級生にいた法大に競り勝ち優勝。
1969年には主将を務めるが、明大、法大の後塵を拝し春秋季とも3位と優勝には届かなかった。第7回、第8回アジア野球選手権大会の日本代表に選出されている。
史上屈指の打者といわれた石井藤吉郎監督をして「俺が見た中で早大史上最高の左打者」とまで言わしめた（石井も左打者だった）。六大学打撃10傑の常連で大学通算打率.360を記録、6季連続で打率3割以上に達し、ベストナインにも6度選出されている。同期の荒川堯遊撃手とのコンビは“早稲田のON砲”と呼ばれたが、その名にふさわしく両者合計37本の本塁打を放った。リーグ通算82試合に出場し308打数111安打、18本塁打、63打点、打率.360。
1969年のドラフト1位（全体1位）で中日ドラゴンズに外野手として入団（背番号:14）。意中の球団は巨人であったが、石井に相談したところ「セの球団だし行ってはどうか」とアドバイスを受けた。この年、早稲田大学からは大洋ホエールズに荒川堯、読売ジャイアンツに小坂敏彦投手、阿野鉱二捕手が入団。その後も千藤三樹男外野手、安田猛投手、小田義人一塁手と同期のプロ入りが続き、最終的には谷沢を含め同期計7人がプロ選手となった。

### 現役時代
1970年は開幕から左翼手として起用され規定打席に到達。打率.251（リーグ22位）ながら新人王に輝く。巧打の中距離打者として活躍。
1972年は開幕から三番打者に定着し全試合に出場。
1973年は一塁手に回り、打率.295（リーグ3位）の好成績を記録。
1974年は22本塁打を放ちリーグ優勝に大きく貢献、巨人の10連覇を阻止した。同年のロッテとの日本シリーズは全6試合に一塁手、五番打者として先発出場。2勝4敗で敗れたが、第3戦では成田文男から連続本塁打を放つなど、シリーズ通算23打数7安打6打点と活躍した。
1976年はイメージチェンジの発想により、背番号を14（いいよ）→41（よい）に変更、またジーン・マーチンが一塁手に回り、右翼手として起用される。同年は打率.355（正確には.35483）で首位打者を獲得。先に日程を終了していた張本勲（打率.35477）を驚異的な追い上げで逆転したもので、その差.00006（6糸）は2位との差としては最も小さい記録である。また初のベストナイン（外野手）にも選出された。
1977年のシーズン中盤には一塁手に戻る。
1978年には、大学時代からの持病のアキレス腱痛が悪化し6月から故障欠場。9月には一応の先発復帰を果たすが、有効な治療法がなく選手生命が危ぶまれた。しかし酒マッサージの創始者の小山田秀雄に出会い、日本酒を患部に塗ってマッサージする療法で2年にわたり治療を続け、ついには回復する（後述）。ヤクルトが初優勝を決めた同年10月4日の試合では9回に併殺打を打ちこの試合の最後の打者となっている。
1979年9月23日対横浜大洋ホエールズ戦（ナゴヤ球場）の7回に代打で登場してファンの大声援を浴びヒットを放って谷沢健在をアピールした。
1980年には若松勉を抑え、打率.369で2度目の首位打者に輝く。またカムバック賞も受賞して見事復活を遂げた。ただし同年のチームは谷沢の活躍にもかかわらず最下位に低迷し勝率.372にとどまる。
1981年9月には、巨人の加藤初、西本聖からプロ野球タイ記録となる4打席連続本塁打を放つ。
1982年のリーグ優勝にも四番打者として貢献。同年の西武との日本シリーズでは2勝4敗で敗退するが、22打数8安打6打点を記録した。
1984年には打率.329（2位）、自己最多の34本塁打（4位）、99打点（2位）を記録。
1985年10月23日に対広島戦（広島市民球場）で高木宣宏から右前安打を放ち、2000安打を達成し名球会入り。
1986年シーズン終了後に39歳で引退。
1987年のオープン戦に引退試合を行い本塁打を放った。すでに解説者へ転身しており選手としての調整ができず、引退試合でも打席に立つとき以外は解説者を務めていた。

#### 引退について
引退の理由として、監督に就任した星野仙一（1986年オフ当時）の「監督谷沢は選手谷沢を使えるか?」という発言が決めの一手となったと引退記者会見で述べている（記者会見の様子はNHK特集「監督 星野仙一」で放送された）。引退直後のテレビ出演時には、星野との話し合いのなかで、「あと3年現役を続けられるのなら必要な戦力だが、1年しかできないなら要らない」と言われて引退を決意したとも語っている。しかし、2010年に出版した著書「野球のソムリエ」のなかではこのような発言や星野との確執を否定するような記述もみられ 、自身のYouTubeで田尾から星野から「あと3年～」発言はあったのかと尋ねられたときも、「あったかもしれない」という一言に留めたことから、記者会見での発言の意図や真意は定かではない。
1989年に、早稲田大学大隈講堂で習志野高の後輩である掛布雅之（元・阪神）と講演会を行った際には、引退が早すぎたかとの質問に答えて「自分でもあと一年くらいはやれたと思うが監督の意向が入っており仕方がなかった」と語っている（口調は穏やかでいまさら拘泥するつもりはないという風情の発言であった）。
さらに後年に語ったところでは、1986年10月に球団事務所に呼ばれ、フロントから『次の監督は星野さんで、谷沢くんは構想に入ってない』『年俸がこれだけでいいなら残っていいよ』と言われたことから「来季構想には入ってないけど、年俸次第で残っていいなんて意味がわからない。こんなあやふやに考えているんだと思って引退を決意した」との事情を明らかしている。また、自身のYouTubeでも、上記のフロントとのやり取りで引退を決意した後に星野監督に会い、上記の「監督谷沢は選手谷沢を使えるか」発言を星野から言われたと回想している。
1年先輩の星野とは、世間では現役時代から大の不仲と噂され、マスコミ相手でのふたりだけの2ショットシーンは入団初期に行われた「週刊ベースボール」の対談企画によるたった一度だけだった。ただし、星野が2018年に逝去した際には評論家を務めていた中日スポーツに高木守道、木俣達彦、大島康徳とともに生前を偲ぶコメントを寄せていた。また、自身のYouTubeチャンネルでは2020年11月5日に「【中日ドラゴンズ】星野仙一さんとの思い出・秘話」を投稿し、決して世間で語られるほどの不仲ではなかったことを示唆している。実態としては、星野が谷沢の行動の一部を嫌っていたというのが真相らしく、谷沢によれば「星野さんとの確執がどうのこうのって言われるけど、僕からするとまったくない。ただ、シーズンが始まる前、僕が自宅に選手を集めて決起集会をやっていたんだけど、そういうのを星野さんは嫌がっていたみたいよ（笑）」とのことで、田尾安志も「谷沢さんは派閥をつくるとかそんなことどうでもよく、本当に穏やかで誰とでも飲みに行ける人。むしろそういうところが星野さんとしては気に食わなかったのかも」と証言している。また、親会社の中日新聞社の経営陣が、戦時合併の名残で大きく分けて新愛知系（大島家）と名古屋新聞系（小山家）の2派に分かれ、前者が星野を、後者が谷沢を後援していたことも影響して不仲説が流布したとされる。

### 現役引退後
引退後は名古屋を離れ、地元の柏に移住。フジテレビ・ニッポン放送・サンケイスポーツで野球解説者と野球評論家として活動した。
1994年からは西武ライオンズ二軍打撃コーチに就任し、同年途中から一軍に配置転換された。
1995年も引き続き一軍打撃コーチを務めたが、チーム打率4位に低迷し、チームも3位に終わり同年退団。
その後はフジテレビ・東海テレビ・東海ラジオ・J SPORTS（東海テレビ制作中継の解説）野球解説者・東京中日スポーツ（2019年まで）野球評論家となり、現在に至る。
1998年4月、早稲田大学大学院アジア太平洋研究科に入学。国際経営学を専攻し、国際的視野からのプロ野球球団経営のあり方を研究、修士論文を提出し、修士号を取得した。現在は、早稲田大学客員教授として、体育実技/硬式野球とスポーツ論を担当している。体育実技/軟式野球の担当は應武篤良早大野球部監督（当時）である。なお、日本ティーボール協会副会長として長年ティーボールの普及に尽力している。
2004年より社会人野球のクラブチームである西多摩倶楽部（東京都あきる野市）の監督を務め、楽天の育成選手となった金森久朋らを育てた。
2005年のシーズンを最後に退任。同年9月に、「谷沢野球コミュニティ千葉」（YBC）を設立し、理事長に就任した（2007年にNPO法人格を取得）。故郷の千葉県柏市を本拠地として社会人野球のクラブチーム「YBCフェニーズ」（現：YBC柏）を結成し、2007年のクラブ選手権では南関東大会準決勝に進出した。同チームはクラブチームながら三軍制という特異な形態である。
また、2009年5月に独立リーグ球団・三重スリーアローズ（2010年発足、2011年解散）のアドバイザーツーオーナー（ATO）という役職に就任することが発表された。谷沢のブログによると、この役職はYBCフェニーズ監督でもある谷沢の立場上の制約に伴うもので、三重の選手やコーチに対する指導、選手の入退団に関する事項への関与をしないという前提で日本野球連盟に認められた。2010年11月からは東京大学運動会硬式野球部の臨時コーチ、2017年4月からは山口県の誠英高等学校の硬式野球部のアドバイザーに就任した。

## 酒マッサージによるアキレス腱痛の克服
早稲田大学野球部のころからアキレス腱に痛みを抱えていたが、その都度痛み止めを注射して痛みをごまかしてきた。アキレス腱痛をかばう走り方もしてきたため足の甲や踵が変形していった。だが、1978年ごろついにかばいきれないほど悪化し、二軍落ちを味わう。そして、30近い療法を試すがどれもうまくいかず失意にあえいだ。
そんな折に、半身不随だった自分の母親が九州のある医者のマッサージを受けて回復したというある中日ファンから、電話で何度も熱心にその治療法を推薦された。この熱意に折れて、ファンの顔を立てる程度の気持ちで（当時完全に諦めていて、引退を考えていた）、谷沢はその医者を訪ねることにした。その医者は酒マッサージの創始者の小山田秀雄だった。小山田はかつて西鉄ライオンズでトレーナーとして従事し、連投を重ねた稲尾和久の肩を酒マッサージしてケアした経験があった。小山田に実際に会い、酒マッサージについて聞かされたときは、最初は酒でマッサージという概念が全く信じられずにいたが、熱心に小山田に誘われて治療を受けることにした。
日本酒をたっぷり注いだ風呂に入り、念入りにアキレス腱をマッサージするというものだが、その際に使われる日本酒は当時の日本酒級別制度の定めた二級酒であった。一級酒や特級酒は「飲むのにはいいが、マッサージのときに患部へ塗るとベタベタするから」というのがその理由である。こうしたマッサージでアキレス腱痛を克服してレギュラーにカムバックし、1980年には.369で自身二度目の首位打者のタイトルを獲得、1982年にはリーグ優勝を経験するなど、1986年に引退するまで第一線で活躍し続けた。1985年には『谷沢健一の酒マッサージ：とてもよく効く日本酒健康法』（ABC出版）という著書も発表している。田尾安志を始め、同僚選手たちも谷沢の紹介で小山田の酒マッサージを受けたという。
また谷沢の体験は娘に影響を与え、次女の谷沢京子は東京、名古屋、広島で酒マッサージ師として活躍している。一方長女の谷沢順子はテキサス州立大学でアスレティックトレーナーの資格を取得後、陸上競技米国代表チーム、WBC米国代表チームなどでトレーナーを歴任したのち、2018年よりアリゾナ・ダイヤモンドバックスにマニュアル・セラピスト兼トレーナーとして加入した。

## 詳細情報

### 年度別打撃成績
| 年 度      | 球 団      | 試 合 | 打 席 | 打 数 | 得 点 | 安 打 | 二 塁 打 | 三 塁 打 | 本 塁 打 | 塁 打 | 打 点 | 盗 塁 | 盗 塁 死 | 犠 打 | 犠 飛 | 四 球 | 敬 遠 | 死 球 | 三 振 | 併 殺 打 | 打 率 | 出 塁 率 | 長 打 率 | O P S |
| ---------- | ---------- | ----- | ----- | ----- | ----- | ----- | -------- | -------- | -------- | ----- | ----- | ----- | -------- | ----- | ----- | ----- | ----- | ----- | ----- | -------- | ----- | -------- | -------- | ----- |
| 1970       | 中日       | 126   | 479   | 427   | 39    | 107   | 17       | 6        | 11       | 169   | 45    | 6     | 7        | 6     | 6     | 34    | 3     | 6     | 66    | 8        | .251  | .315     | .396     | .711  |
| 1971       | 中日       | 123   | 463   | 423   | 47    | 110   | 12       | 3        | 16       | 176   | 41    | 7     | 6        | 6     | 1     | 30    | 5     | 3     | 61    | 10       | .260  | .314     | .416     | .730  |
| 1972       | 中日       | 130   | 537   | 465   | 58    | 135   | 21       | 4        | 15       | 209   | 53    | 2     | 6        | 1     | 1     | 63    | 5     | 7     | 42    | 11       | .290  | .383     | .449     | .833  |
| 1973       | 中日       | 126   | 518   | 454   | 47    | 134   | 26       | 0        | 10       | 190   | 45    | 0     | 2        | 2     | 2     | 53    | 1     | 7     | 35    | 13       | .295  | .377     | .419     | .796  |
| 1974       | 中日       | 125   | 516   | 466   | 73    | 135   | 31       | 0        | 22       | 232   | 77    | 2     | 1        | 4     | 4     | 39    | 2     | 3     | 51    | 7        | .290  | .348     | .498     | .846  |
| 1975       | 中日       | 129   | 527   | 470   | 57    | 138   | 20       | 0        | 17       | 209   | 71    | 2     | 6        | 3     | 4     | 46    | 4     | 4     | 46    | 9        | .294  | .362     | .445     | .806  |
| 1976       | 中日       | 127   | 547   | 496   | 66    | 176   | 36       | 1        | 11       | 247   | 52    | 4     | 3        | 4     | 6     | 37    | 0     | 4     | 51    | 9        | .355  | .404     | .498     | .902  |
| 1977       | 中日       | 130   | 554   | 493   | 65    | 154   | 29       | 4        | 14       | 233   | 55    | 5     | 1        | 5     | 1     | 53    | 3     | 2     | 51    | 15       | .312  | .381     | .473     | .854  |
| 1978       | 中日       | 70    | 199   | 184   | 17    | 52    | 14       | 0        | 2        | 72    | 18    | 1     | 4        | 1     | 2     | 11    | 0     | 1     | 27    | 6        | .283  | .327     | .391     | .718  |
| 1979       | 中日       | 11    | 13    | 12    | 0     | 2     | 0        | 0        | 0        | 2     | 0     | 0     | 0        | 0     | 0     | 1     | 0     | 0     | 1     | 0        | .167  | .231     | .167     | .397  |
| 1980       | 中日       | 120   | 481   | 425   | 61    | 157   | 27       | 1        | 27       | 267   | 80    | 2     | 3        | 0     | 4     | 50    | 10    | 2     | 59    | 10       | .369  | .438     | .628     | 1.066 |
| 1981       | 中日       | 127   | 506   | 462   | 57    | 147   | 22       | 3        | 28       | 259   | 79    | 4     | 2        | 0     | 5     | 39    | 4     | 0     | 63    | 6        | .318  | .371     | .561     | .932  |
| 1982       | 中日       | 129   | 526   | 471   | 57    | 132   | 20       | 1        | 21       | 217   | 85    | 2     | 2        | 2     | 4     | 47    | 8     | 2     | 59    | 17       | .280  | .348     | .461     | .809  |
| 1983       | 中日       | 130   | 548   | 485   | 60    | 153   | 33       | 0        | 21       | 249   | 87    | 1     | 2        | 1     | 3     | 57    | 7     | 2     | 56    | 13       | .315  | .390     | .513     | .903  |
| 1984       | 中日       | 130   | 572   | 505   | 84    | 166   | 20       | 1        | 34       | 290   | 99    | 3     | 4        | 1     | 1     | 63    | 7     | 2     | 67    | 15       | .329  | .405     | .574     | .980  |
| 1985       | 中日       | 104   | 405   | 360   | 37    | 104   | 9        | 0        | 11       | 146   | 47    | 1     | 2        | 0     | 2     | 42    | 5     | 1     | 44    | 6        | .289  | .363     | .406     | .769  |
| 1986       | 中日       | 94    | 241   | 220   | 22    | 60    | 11       | 1        | 13       | 112   | 35    | 0     | 0        | 2     | 1     | 17    | 1     | 1     | 28    | 5        | .273  | .326     | .509     | .835  |
| 通算：17年 | 通算：17年 | 1931  | 7632  | 6818  | 847   | 2062  | 348      | 25       | 273      | 3279  | 969   | 42    | 51       | 38    | 47    | 682   | 65    | 47    | 807   | 160      | .302  | .368     | .481     | .848  |

- 各年度の太字はリーグ最高

### タイトル
- 首位打者：2回（1976年、1980年）
- 最多出塁数：1回（1984年）
- 最多安打：1回（1984年）※当時連盟表彰なし（1994年より表彰）

### 表彰
- 新人王（1970年）
- ベストナイン：5回（外野手部門：1976年、一塁手部門：1980年、1982年 - 1984年）※複数部門にまたがっての5度受賞はセ・リーグ最多タイ（ほかに原辰徳）
- 月間MVP：3回（1980年4月、1982年4月、1984年5月）
- カムバック賞：1回（1980年）

### 記録
初記録
- 初出場・初先発出場：1970年4月12日、対読売ジャイアンツ1回戦（後楽園球場）、7番・左翼手として先発出場
- 初打席・初安打：同上、2回表に高橋一三から中前安打
- 初本塁打・初打点：1970年4月23日、対広島東洋カープ2回戦（中日スタヂアム）、2回裏に宮本洋二郎から左越ソロ

節目の記録
- 100本塁打：1976年9月4日、対大洋ホエールズ22回戦（川崎球場）、9回表に山下律夫から右中間へソロ ※史上90人目
- 1000安打：1977年6月29日、対ヤクルトスワローズ11回戦（ナゴヤ球場）、7回裏に会田照夫から左前安打 ※史上102人目
- 1000試合出場：1977年9月23日、対阪神タイガース23回戦（ナゴヤ球場）、6番・一塁手として先発出場 ※史上196人目
- 150本塁打：1981年4月22日、対阪神タイガース4回戦（ナゴヤ球場）、8回裏に池内豊から右越ソロ ※史上61人目
- 1500安打：1982年6月27日、対ヤクルトスワローズ9回戦（ナゴヤ球場）、3回裏に鈴木正幸から右越二塁打 ※史上45人目
- 1500試合出場：1983年5月17日、対広島東洋カープ3回戦（浜松球場）、4番・一塁手として先発出場 ※史上74人目
- 200本塁打：1983年6月1日、対読売ジャイアンツ10回戦（ナゴヤ球場）、2回表に定岡正二から右越ソロ ※史上40人目
- 300二塁打：1983年8月4日、対横浜大洋ホエールズ17回戦（ナゴヤ球場）、6回裏に広瀬新太郎から ※史上23人目
- 3000塁打：1984年9月29日、対広島東洋カープ25回戦（広島市民球場）、6回表に北別府学から右越ソロ ※史上26人目
- 250本塁打：1985年4月16日、対横浜大洋ホエールズ1回戦（横浜スタジアム）、3回表に金沢次男から2ラン ※史上23人目
- 2000安打：1985年10月23日、対広島東洋カープ24回戦（広島市民球場）、4回表に高木宣宏から右前安打 ※史上22人目

その他の記録
- 4打席連続本塁打：1981年9月20日 - 9月21日 ※史上9人目、歴代2位タイ[22]
- 4打数連続本塁打：同上 ※史上11人目12度目、歴代2位タイ[22]
- 最多二塁打3回 ※セ・リーグ最多タイ
- オールスターゲーム出場：9回（1970年 - 1973年、1976年、1980年、1981年、1983年、1984年）

### 背番号
- 14（1970年 - 1975年）
- 41（1976年 - 1986年）
- 80（1994年 - 1995年）

## 関連情報

### 出演番組
- 感謝を、感動を、野球道（フジテレビ・BSフジ）
  - DRAGONS LIVE（東海テレビのローカル放送の現行タイトル）
  - TSS全力応援!Carp中継（テレビ新広島のローカル放送の現行タイトル。1987年 - 1992年に森永勝也とのダブル解説で、1995年以降は達川光男の指導者としての現場復帰期間にフジテレビからの系列応援で出演。2015年に山内泰幸が同局の解説者となって以降は出演実績なし）
- SWALLOWS BASEBALL L!VE（フジテレビONE）
- J SPORTS STADIUM（J SPORTS。東海テレビ制作分と過去のテレビ新広島制作分に出演）
- 東海ラジオ ガッツナイター
- プロ野球ニュース（1988年4月 - 1992年3月：土日担当・2010年度～2017年度：木曜日司会、解説者としても不定期で出演。MCを勇退した現在も谷沢も含めた「レジェンドカルテット(江本孟紀・平松政次・大矢明彦)」の解説者として不定期出演中）
- Pluspo（コメンテーター）
- ニッポン放送ショウアップナイター
- すぽると!
- ドラゴンズHOTスタジオ（不定期）
- 野球舌（単発ゲストとして出演）

### 著書
- 『谷沢健一の酒マッサージ - とてもよく効く日本酒健康法』（ABC出版）
- 『勝利の演出者たち - プロ野球監督はクリエイターである』（毎日新聞カルチャーシティ）
- 『プロ野球の今を撃つ』（英潮社）
- 『野球のソムリエ』（総合企画）

### CM・広告
- 清酒千代菊 - 単独での出演と、田尾安志と共演したものがある。テレビCMでの決め台詞は「うまいっすねー!」。また、左記とは別に製作された、同社が発売した浴用酒『玉の肌』のCMでは、「（酒マッサージなら）俺のほうが先輩だよ」という台詞も登場した。

### 漫画・アニメ
- 野球狂の詩　水原勇気とドリームボール対決で三振をしているシーンがある。
- 名球会comics 30 「谷沢健一　左打席のアーティスト」　原作江本正記　作画安江浩司 株式会社ぎょうせい 1991年　ISBN 4324026599 出生から現役引退までを描いた日本プロ野球名球会監修の伝記漫画。